# 2 Dywizja Morska
2 Dywizja Morska (niem. 2. Marine-Infanterie-Division) – niemiecka dywizja morska utworzona marcu 1945 r. w regionie Szlezwik-Holsztyn z personelu Kriegsmarine.
Dywizja 7 kwietnia znalazła się na froncie zachodnim pod Bremą zajmując pozycje nad Wezerą. Po przełamaniu obrony przez Brytyjczyków cofała się nad Łabę, gdzie jej resztki poddały się w ostatnich dniach wojny.

## Skład bojowy dywizji
- 5 pułk grenadierów morskich
- 6 pułk grenadierów morskich
- 7 pułk grenadierów morskich
- 2 pułk artylerii morskiej
- batalion fizylierów
- batalion niszczycieli czołgów
- batalion łączności
- batalion zapasowy

## Dowódcy dywizji
- Vizeadmiral Ernst Scheurlen (od 11 lutego 1945 do 8 kwietnia, gdy poległ)
- Oberst Werner Graf von Bassewitz (od 10 kwietnia 1945)